# Museo del ramen de Shin-Yokohama

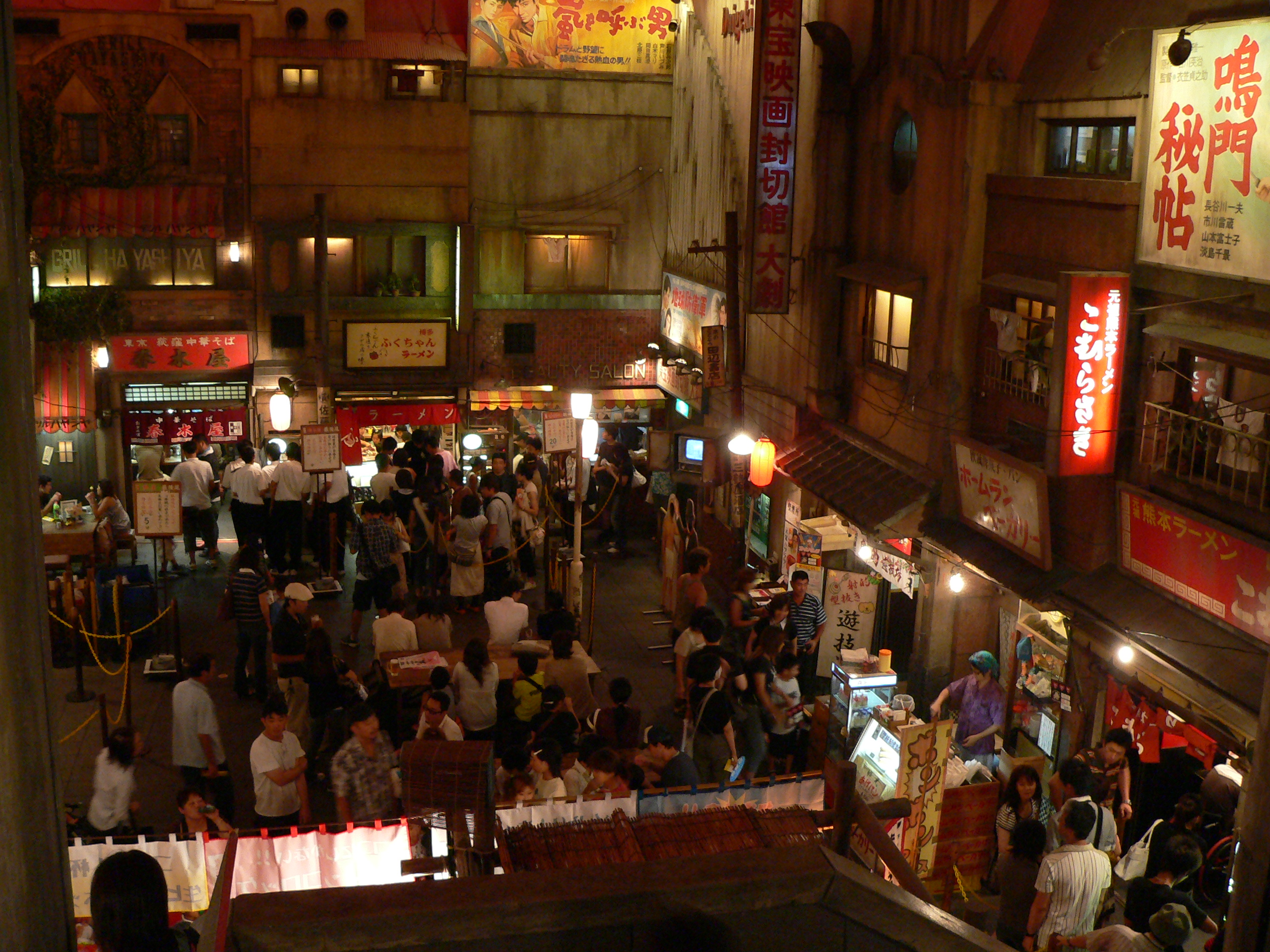
Tiendas de ramen en la parte inferior del museo.

El Museo del ramen de Shin-Yokohama (新横浜ラーメン博物館 Shin-Yokohama Rāmen Hakubutsukan?) es un parque de atracciones centrado en el ramen, ubicado en Shin-Yokohama, distrito de Kōhoku-ku (Yokohama), Japón. 
El museo está dedicado a la sopa de fideos conocida en Japón como ramen. 
El interior del museo es una fiel representación de Shitamachi (la zona baja de Tokio) durante los años 30 de la era Shōwa (el equivalente a los años 1955 a 1964 del calendario occidental).
Existe un gran espacio ambientado en el año 1958, o el 33 de la era Shōwa, el año en que los fideos instantáneos fueron inventados por Momofuku Andō. En ese espacio existen franquicias de famosos restaurantes de ramen de todo Japón, desde Kyūshū a Hokkaidō, como Ide Shoten, Shinasobaya, Keyaki, Ryushanhai, Hachiya, Fukuchan o Komurasaki.
Los restaurantes funcionan exactamente igual que los de este tipo que se pueden ver por todo Japón: a la entrada hay una máquina expendedora en la que debes adquirir los tickets de lo que deseas comer.
En la parte superior existe una exposición acerca de la evolución del ramen instantáneo, con muestras de ejemplares a lo largo de los años, no solo en Japón, sino también en otros países asiáticos.